# جیک کاسیدی
جیک کاسیدی (انگلیسی: Jake Cassidy؛ زادهٔ ۹ فوریهٔ ۱۹۹۳) بازیکن فوتبال اهل بریتانیا است.
از باشگاه‌هایی که در آن بازی کرده‌است می‌توان به باشگاه فوتبال ترانمره راورز، باشگاه فوتبال ولورهمپتون واندررز، باشگاه فوتبال اولدهام اتلتیک، باشگاه فوتبال ساوتند یونایتد، و باشگاه فوتبال نوتس کانتی اشاره کرد.